# Fiona Lecat
Pas d'image ? Cliquez ici

a Compétitions nationales et continentales officielles uniquement.

b Matchs officiels uniquement.
Fiona Lecat, née le 13 mars 1997 à Épernay, est une joueuse internationale française de rugby à XV évoluant au poste de troisième ligne centre au Stade toulousain et en équipe de France. 

## Biographie
Elle commence le rugby à l’âge de 5 ans dans l’école de rugby de la Vallée-du-Girou, puis à l’âge de 15 ans, elle part jouer à Grenade-sur-Garonne, dans l’équipe cadettes.
Au sein de la sélection Midi-Pyrénées, elle gagne 6 titres de championnes de France.
Elle arrive au Stade toulousain en 2014 pour faire sa dernière année de cadettes. Elle intègre le Pôle France durant la saison 2016-2017.
En 2017, elle est promue capitaine de l’équipe de France des moins de 20 ans, lors des deux tests hivernaux face à l’Angleterre et parallèlement poursuit ses études de BTS en management d’unités commerciales. 
Elle est sélectionnée une première fois le 10 février 2018 contre l’Écosse lors du Tournoi des Six Nations. Suivront plusieurs matchs pour gagner le Grand Chelem avec l'équipe de France dans le Tournoi des Six Nations.
Le 13 mai 2018, elle dispute la finale du championnat de France avec le Stade toulousain contre Montpellier. Remplaçante, elle entre en jeu à la 52e minute mais les toulousaines s'inclinent 15 à 12 au Stade Albert-Domec à Carcassonne.
En juin 2018, elle obtient son BTS.
En novembre 2018, elle fait partie des 24 premières joueuses françaises de rugby à XV qui signent un contrat fédéral à mi-temps. Son contrat est prolongé pour la saison 2019-2020.
Le 18 mai 2019, elle dispute de nouveau la finale du championnat de France, titulaire à l'aile de la troisième ligne, avec le Stade toulousain contre Montpellier. Les toulousaines s'inclinent une nouvelle fois (22-13) au Stade Maurice-Trélut à Tarbes.
Cette même année, elle obtient une licence 3 en administration économique et sociale à l'université de Toulouse Capitole.
Le 4 juin 2022, à Grenoble, Fiona est titulaire en numéro 8 et pour la 1ère fois de leur histoire, l'équipe Elite 1 gagne le championnat de France contre Blagnac sur le score de 16 à 10.
Fiona boucle ses études en communication et évènementiel avec un Master 2 et est actuellement chef de projet au sein de l'agence de communication "A la Une".

## Parcours et palmarès

### En club
- Championnat de France féminin 1re division :
  - Vainqueur : 2022
  - Finaliste : 2018 et 2019

### En équipe nationale
- 16 sélections
- Vainqueur du Tournoi des Six Nations en 2018 (Grand Chelem).